# Esphalmenus kuscheli
Esphalmenus kuscheli – gatunek skorka z rodziny Pygidicranidae i podrodziny Esphalmeninae.
Gatunek ten opisany został w 1959 roku przez Waltera Douglasa Hincksa.
Skorek o ciele długości od 7 do 10 mm, ubarwionym ciemno. Przedplecze ma silniej poprzeczne niż E. lativentris. Punktowanie tergitów tylnej części odwłoka jest stosunkowo grube. Ostatni z tergitów pozbawiony jest guzków nad nasadami szczypiec. Pygidium u samicy jest szersze niż w przypadku E. lativentris. Tylny brzeg przedostatniego sternitu odwłoka nie ma ząbka środkowego. Przysadki odwłokowe (szczypce) u samca mają od 1,75 do 2,25 mm długości, a u samicy 1,5 mm długości. Na szczypcach brak ząbków wewnętrznych jak i grzbietowych. Genitalia samca cechują paramery bez ząbków wewnętrznych, ale z krótkimi wyrostkami zewnętrznymi.
Owad neotropikalny, endemiczny dla Chile, znany z regionu Biobío, z wysokości 1800 m n.p.m.